# Couloumé-Mondebat
Couloumé-Mondebat är en kommun i departementet Gers i regionen Occitanien i sydvästra Frankrike. Kommunen ligger i kantonen Plaisance som tillhör arrondissementet Mirande. År 2022 hade Couloumé-Mondebat 203 invånare.

## Befolkningsutveckling
Antalet invånare i kommunen Couloumé-Mondebat
Referens:INSEE